# Stoke-on-Trent
Stoke-on-Trent is een unitary authority met de officiële titel van city, en het is een district in de Engelse regio West Midlands binnen het ceremoniële graafschap Staffordshire. De stad aan de rivier de Trent telt 256.000 inwoners. De oppervlakte bedraagt 93 km².
De stad werd gevormd door de samenvoeging van zes plaatsen en een aantal dorpen aan het begin van de 20e eeuw. De plaats die de nieuwe stad (die pas city werd in 1925) zijn naam gaf is Stoke-upon-Trent, want dit was waar het bestuur (en het belangrijkste spoorwegstation) was gevestigd. Na de samenvoeging werd Hanley het belangrijkste handelscentrum, ondanks de concurrentie van Burslem. De andere drie plaatsen zijn Tunstall, Longton en Fenton.
De stad vormt een conurbatie met Newcastle-under-Lyme met samen circa 362.403 inwoners.

## Civil parishesin district Stoke-on-Trent
Aislaby, Billingham, Carlton, Castlelevington, Egglescliffe, Elton, Grindon, Hilton, Ingleby Barwick, Kirklevington, Longnewton, Maltby, Newsham, Preston-on-Tees, Redmarshall, Stillington and Whitton, Thornaby, Wolviston, Yarm.

## Economie en demografie
Stoke-on-Trent is sinds de 18de eeuw de thuisbasis van de keramische industrie in Engeland en staat er algemeen bekend als "the Potteries". Porselein- en aardewerkfabrieken zoals Spode, Royal Doulton, Wedgwood en Minton vonden hier hun oorsprong. Het Gladstone Pottery Museum belicht deze industrie.
Van de bevolking is 16,2% ouder dan 65 jaar. De werkloosheid bedraagt 4,0% van de beroepsbevolking (cijfers volkstelling 2001). Het aantal inwoners daalde van ongeveer 249.400 in 1991 naar 240.636 in 2001.

## Sport
Stoke City is afkomstig uit de stad en is na Notts County de oudste profvoetbalclub ter wereld. Ook Port Vale is afkomstig uit de stad. Deze club speelde net als Stoke meer dan veertig seizoenen in de Engelse tweede klasse, maar kon nooit in de hoogste afdeling spelen, waar Stoke wel al meer dan zestig seizoenen vertoefde. Ook de darters Phil Taylor, Adrian Lewis, Andy Hamilton, Ian White en Ted Hankey komen uit Stoke-on-Trent. Eddie Hall, winnaar van de World's Strongest Man 2017 finale woont hier ook.

## Stedenbanden
- Erlangen (Duitsland)
- Limoges (Frankrijk)

## Bekende inwoners van Stoke-on-Trent

### Geboren
- Arnold Bennett (1867-1931), romanschrijver
- Stanley Matthews (1915-2000), voetballer
- Bill McGarry (1927–2005), voetballer en voetbalcoach
- Lemmy Kilmister (1945-2015), frontman, zanger en bassist van Motörhead
- Raphael Ravenscroft (1954–2014), saxofonist
- Imran Sherwani (1955), hockeyer
- Adrian Rawlins (1958), acteur
- Phil Taylor (1960), darter
- Mark Chamberlain (1961), voetballer
- Steve Bould (1962), voetballer en voetbaltrainer
- Mark Bright (1962), voetballer
- Neil Adams (1965), voetballer
- Andy Hamilton (1967), darter
- Ted Hankey (1968), darter
- Ian White (1970), darter
- Robbie Williams (1974), zanger
- Hugh Dancy (1975), acteur
- Mike Williamson (1983), voetballer
- Adrian Lewis (1985), darter
- Rachel Shenton (1987), actrice
- Rostyn Griffiths (1988), Australisch voetballer
- Ryan Shotton (1988), voetballer
- Billy Howle (1989), acteur
- Joe Clarke (1992), kanovaardster
- Kian Emadi (1992), baanwielrenner
- Ryan Colclough (1994), voetballer
- Jack Harrison (1996), voetballer
- Aaron Ramsdale (1998), voetballer

### Woonachtig (geweest)
- Slash (1965), gitarist van Guns 'N Roses, ex-gitarist van Velvet Revolver (geboren in Hampstead, Londen, groeide op in Stoke-on-Trent)